# Allograpta obscuricornis
Allograpta obscuricornis är en tvåvingeart som först beskrevs av de Meijere 1914.  Allograpta obscuricornis ingår i släktet Allograpta och familjen blomflugor. Inga underarter finns listade i Catalogue of Life.